# Мезомед Критский
Мезоме́д Критский, также Месоме́д (др.-греч. Μεσομήδης ὁ Κρής) — древнегреческий поэт и музыкант времён Римской империи, живший во II веке н. э.

## Биография
Мезомед Критский был вольноотпущенником древнеримского императора Адриана; согласно трактату «Суда», он написал панегирик фавориту Адриана Антиною под названием «Кифародический гимн». Сохранились две написанные им эпиграммы в «Палатинской антологии» (Anthol. pal. xiv. 63, xvi. 323) и гимн Немезиде, который начинался со слов «Немезида — крылатое равновесие жизни, темноликая богиня, дочь Справедливости». В общей сложности известно 15 стихотворений Мезомеда Критского.
Гимн Немезиде — одна из трёх нотированных пьес Мезомеда. Два других гимна — гимн Каллиопе и Аполлону (иногда считается двумя разными пьесами), и гимн Гелиосу (солнцу). Древнейшая рукопись с музыкальными сочинениями Мезомеда датирована XIII веком (всего сохранились три рукописи с нотированными гимнами и одна — без нотации).
Мезомед оставался в мусейонe в Александрии даже после смерти Адриана в 138 году. По данным тестов «Авторов жизнеописаний Августов», во времена правления Антонина Пия государственное жалование Мезомеда было сокращено. Древнеримский император Каракалла установил кенотаф Мезомеду, который простоял примерно ещё сто лет после его смерти.

## После смерти
До обнаружения эпитафии Сейкила в конце XIX века гимны Мезомеда были единственными музыкальными памятниками античности, которые знал европейский мир. Сочинения Мезомеда впервые опубликовал Винченцо Галилей в своём «Диалоге о старинной и новой музыке» (итал. Dialogo della musica antica e della moderna; Флоренция, 1581) по византийской рукописи, предоставленной Галилею его другом, гуманистом Джироламо Меи.
Разработчики дополнения «Sid Meier’s Civilization V: Brave New World» компьютерной игры «Sid Meier’s Civilization V» добавили в него одно из произведений Мезомеда — «Гимн музе», которое можно прослушать после того, как в городе появляется великий музыкант по имени Мезомед Критский.

## Факсимиле и транскрипции
- Musici Scriptores Graeci, ed. Carl Jan. Lipsiae, 1895; Nachdruck 1995, p. 460-473.
- Гимн Немезиде // Музыкальные памятники Эллады: опыт реставрации / Розенов Э. К.. — М.: Музгиз, 1933. — С. 14—16. — 25 с.
- Гимны к музе // Музыкально-историческая хрестоматия / Иванов-Борецкий М. В.. — Изд. 2-е, дополн. и перераб. — М.: Музгиз, 1933. — Т. 1. — С. 67. — 128 с.
- Pöhlmann E. Denkmäler altgriechischer Musik. Nürnberg, 1970, S. 14-21.
- Documents of Ancient Greek Music. The extant melodies and fragments edited and transcribed with commentary by Egert Pöhlmann and Martin L. West. Oxford, 2001, pp. 92–115.